# Fokker F.II

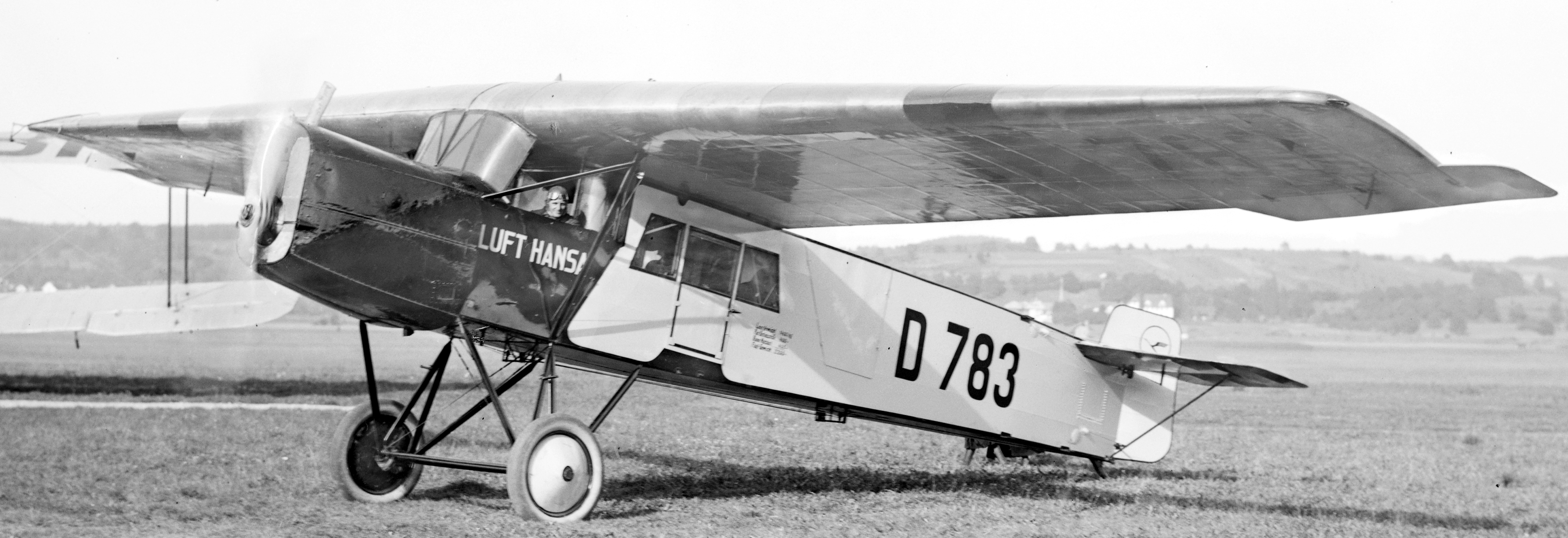
Fokker F.II D783 Luft Hansa - Luchthaven Dübendorf (vlakbij Zürich, 1926)

De Fokker F.II is een door het Nederlandse bedrijf Fokker gebouwd vliegtuig uit de jaren 10 van de 20e eeuw.
Het ontwerp van de F.II is gebouwd door ingenieur Reinhold Platz en betreft het eerste passagiersvliegtuig uit de Fokker-fabrieken. Het prototype is gebouwd in Duitsland waar de eerste proefvlucht plaatsvond in oktober 1919.
De F.II is een eenmotorig, dubbelbladig propellervliegtuig. Het is een hoogdekker met een half open cockpit en dubbele besturing. Achter de cockpit bevindt zich een cabine met plaats voor 4 passagiers.

## Fokker F.II bij KLM
Nadat KLM in mei 1920 haar eerste lijndienst met een geleased vliegtuig had geopend tussen Schiphol en Londen ontstond er bij de toenmalige administrateur, Albert Plesman al snel behoefte aan eigen machines. Zijn keus viel op de Fokker F.II. Hij plaatste zijn order voor 2 machines in juli 1920 voor het bedrag van 45 000 gulden. Overdracht van de H-NABC en de H-NABD vond plaats op 25 augustus 1920. Op 30 september vond de eerste proefvlucht plaats. Het betrof een retourvlucht tussen Schiphol en Londen. Aan boord bevonden zich behalve de vlieger, een vlieger van Fokker, een journalist en een grondwerktuigkundige.
De F.II's gaven meteen aanleiding tot wrijving tussen Plesman en Fokker. Laatstgenoemde was reeds begonnen aan de bouw van de Fokker F.III waarvan KLM er 8 bestelde. Plesman wilde zijn F.II daarbij graag inruilen. Fokker stond dit niet toe. De F.II's bleven dan ook na de aflevering van de F.III's nog in gebruik bij KLM (al werden ze slechts sporadisch ingezet). Uiteindelijk werden ze in 1927 doorverkocht aan het Belgische Sabena.

## Replica
In het Aviodrome op vliegveld Lelystad bevindt zich een Fokker F.II replica met registratie HNABC. Deze bijzondere replica is tussen 1994 en 1996 gebouwd in de Fokker fabriek zelf met een nieuw origineel Fokker constructienummer: 1598.

## Fotogalerij

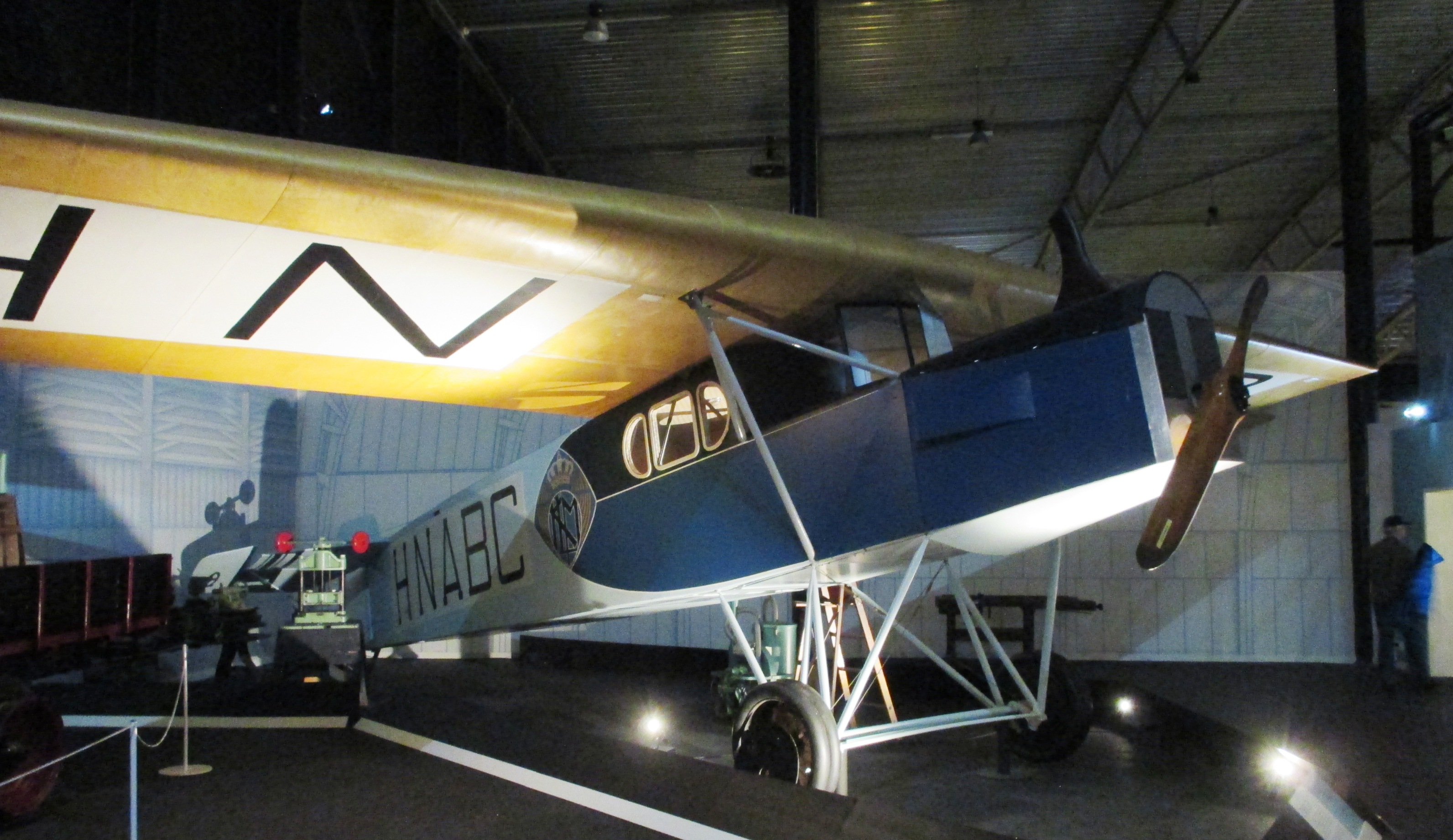
Fokker F.II replica - Aviodrome Lelystad
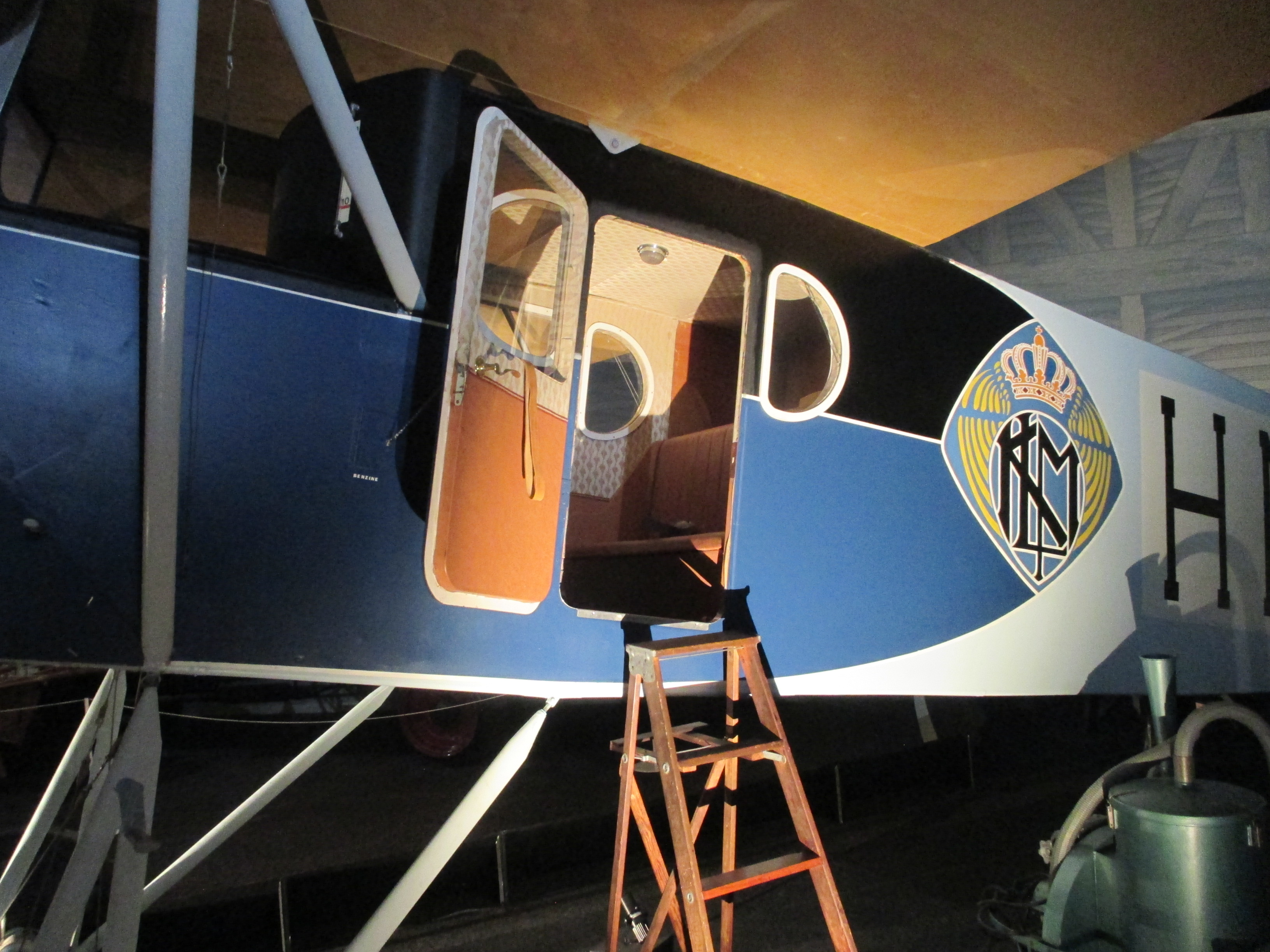
Cabinedeur Fokker F.II - Aviodrome Lelystad